# Per Askim
Per Askim (24 de fevereiro de 1881 – 8 de março de 1963) foi um oficial da marinha norueguesa que estava no comando dos dois navios de defesa costeira que defendiam Narvik durante a invasão alemã da Noruega em 9 de abril de 1940.

## Vida pessoal
Askim nasceu em Moss. Ele foi casado com Anna Marie Hanssen de 1906 até sua morte em 1935, e de 1937 para Signe Hanssen, irmã de sua primeira esposa.

## Carreira

### Início de carreira
Askim se formou na Academia Naval da Noruega e foi promovido a segundo tenente em 1901.  Foi promovido a primeiro-tenente em 1904 e a capitão em 1910.  Em 1934 ele foi promovido ao posto de capitão comandante ( kommandørkaptein ) e se aposentou da Marinha em 1936.
Trabalhou no Ministério da Defesa de 1905 a 1907 e presidiu a Larvik sjømannsskole de 1907 a 1911.  De 1911 a 1919, ele lecionou na Academia Naval da Noruega e trabalhou para a equipe do Almirante de 1921 a 1930.  De 1930 a 1939 ele foi líder de seção na Administração Costeira Norueguesa (Fyrvesenet).  Em 1940, ele foi chamado de volta à Marinha e recebeu o comando do navio de defesa costeiro HNoMS <i id="mwFA">Norge</i>  e estava encarregado da defesa costeira no norte da Noruega.

### Segunda Guerra Mundial
Em 9 de abril de 1940, o navio de Askim, Norge, foi atingido por dois torpedos durante um confronto com o destróier alemão Bernd von Arnim , no porto de Narvik . 101 homens de Norge morreram, enquanto 90 foram salvos, incluindo Askim.
Ele fugiu para a Grã-Bretanha em 1940 e serviu como adido naval em Washington de 1940 a 1943.  A partir de 1943 ele serviu como chefe da seção de Planejamento no Alto Comando da Noruega, em Londres.  Em 8 de maio de 1945, ele foi o único membro norueguês da Comissão de Entregas Aliadas em Lillehammer , quando o general alemão Franz Böhme assinou as condições de rendição em nome das tropas alemãs na Noruega.

### Pós guerra
De maio a dezembro de 1945, Askim liderou o comando naval norueguês Marinekommando Øst .  Ele então retornou ao seu emprego na Administração Costeira da Noruega, onde trabalhou até sua aposentadoria em 1952.  Ele morreu em Oslo em 1963, aos 82 anos de idade.

## Honras
Askim foi premiado com a Cruz de Guerra Norueguesa e com Espada por conquistas durante a Segunda Guerra Mundial .

## Trabalhos
- Beretning om Den norske sjøkrigsskoles virksomhet 1817–1917. [S.l.: s.n.]
- Oslo Skoleskib. 50 årsjubileum 1931. [S.l.: s.n.]
- Det tyske angrep på Narvik. Kommandør Askims beretning. [S.l.: s.n.]